# 平田村 (滋賀県)
平田村（ひらたむら）は、滋賀県蒲生郡にあった村。現在の東近江市の南西部、近江鉄道八日市線・平田駅の南方一帯にあたる。

## 地理
- 山岳：瓶割山
- 河川：白鳥川、江岸川

## 歴史
- 1889年（明治22年）4月1日 - 町村制の施行により、上平木村・下平木村・柏木村・下羽田村・中羽田村・上羽田村の区域をもって発足。
- 1954年（昭和29年）8月15日 - 神崎郡御園村・建部村・八日市町・蒲生郡市辺村・玉緒村と合併して八日市市が発足。同日平田村廃止。

## 交通

### 鉄道路線
- 近江鉄道
  - 八日市線
    - 平田駅

### 道路
- 八風街道（現・国道421号）